# معبر مائي

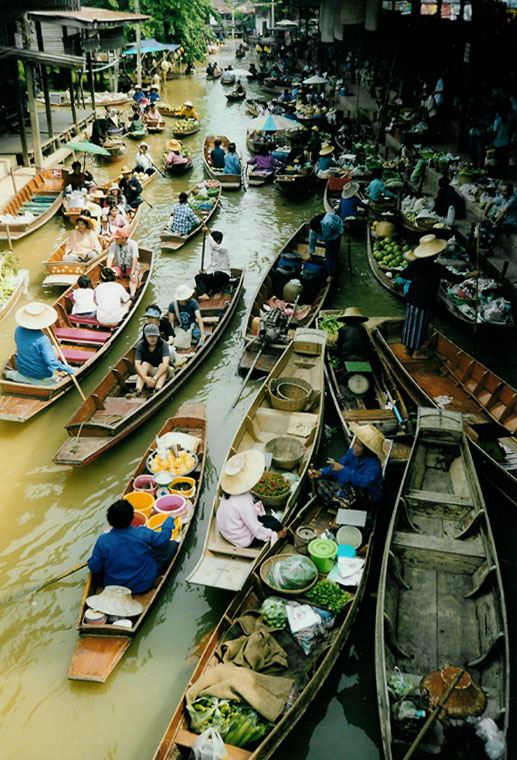

المعبر المائي (أو الممر الملاحي) هو أي مجرى مائي صالح للملاحة. الممرات المائية هي أرخص وسيلة للنقل حيث أنها اقتصادية في استهلاك الوقود. تشمل الأنهار والبحيرات والبحار والمحيطات والقنوات.
الممر المائي يقصد به مسطح مائي يمكن إستخدامه للتنقل المائي دون ما حوله، ومن اشكاله الطبيعية الأنهار والمضائق ودلتا وتلك التي ينشئها البشر مثل القنوات.